# Aerenicopsis hubrichi
Aerenicopsis hubrichi là một loài bọ cánh cứng trong họ Cerambycidae.